# N. Gopalaswami Ayyangar
N. Gopalaswami Ayyangar. (Presidencia de Madrás, India Británica, 31 de marzo de  1882-Madrás, India, 10 de febrero de  1953). Fue un político indio, uno de los miembros del Comité de Redacción de la Constitución; así como ministro del Gobierno de la India, primero ministro sin cartera y después de los asuntos de Cachemira, de Transporte y de Defensa.

## Asamblea Constituyente de la India
En 1946, Ayyangar fue elegido miembro de la Asamblea Constituyente de la India , que se reunió en diciembre de 1946 con Jawaharlal Nehru como presidente. Ayyangar fue nombrado miembro del Comité de Redacción de trece miembros que formuló la Constitución de la India.